# Museo canonicale
Il Museo Canonicale è allestito presso il complesso architettonico della Cattedrale di Verona e vi si può accedere da piazza Duomo. In esso si trovano collezioni di materiali archeologici provenienti dai preesistenti edifici romani e basiliche paleocristiane, arredi sacri e pregevoli sculture e dipinti databili dal XII al XIX secolo.

## Storia
La raccolta di oggetti che costituiscono il museo canonicale è per la maggior parte provenienti dalle donazioni dei Canonici, di privati e da alcuni ambienti del complesso della Cattedrale, oltre che dagli scavi archeologici effettuati nell'area degli edifici canonicali. Le prime testimonianze di donazioni e del costituirsi della raccolta si hanno a partire dal XVII secolo; particolarmente importante fu, in quel periodo, il lascito testamentario del canonico Stefano Trentossi, che nel 1673 lasciò la propria collezione di 62 dipinti ai Canonici, che avrebbero adornato la sagrestia del duomo. Con il tempo la quadreria della sagrestia crebbe di volume fino a che, nel 1820, venne per la maggior parte trasferita nel salone della biblioteca capitolare e, nel 1856, nell'aula delle riunioni dei Canonici, dove rimase fino alla seconda guerra mondiale.
Nel secondo dopoguerra la collezione venne trasferita nella restaurata sede della Capitolare, dove furono spostati anche alcuni dipinti che si trovavano nella chiesa di Sant'Elena e del materiale archeologico proveniente dagli scavi che si effettuarono nel chiostro dei Canonici e in Sant'Elena tra XIX e XX secolo, dove furono tra l'altro scoperti i resti delle prime chiese paleocristiane di Verona, tuttora visibili grazie alla musealizzazione di alcune delle aree scavate.
Negli anni settanta del Novecento si tennero le prime esposizioni temporanee degli oggetti che nel corso dei secoli avevano arricchito le collezioni dei Canonici, ma solo al termine del restauro degli ambienti al piano terra della biblioteca capitolare, accessibili sia da piazza Duomo che dal chiostro canonicale, venne realizzata la sistemazione definitiva di una settantina di dipinti e sculture tra i più pregevoli della collezione: il 12 aprile 1988 venne così inaugurato il museo canonicale.
Un ulteriore ampliamento dello spazio espositivo si ebbe poi nel 2000, grazie al restauro di ulteriori ambienti che permisero l'esposizione, non solo dei pezzi più interessanti dei dipinti e delle sculture, ma anche le collezioni di materiali archeologici e di arredi sacri che fino a quel momento non erano rimasti accessibili.

## Descrizione

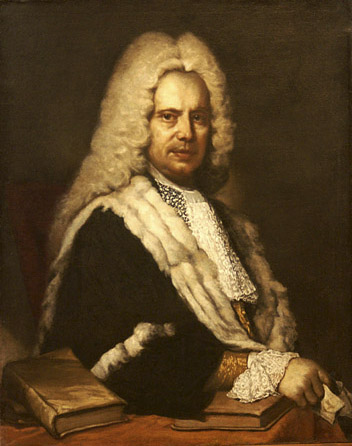
Ritratto di Scipione Maffei, dipinto del XVIII secolo opera di Fra Galgario, una delle opere più interessanti della collezione

Nel museo sono presenti numerose opere significative per la storia dell'arte veronese, suddivise in diverse sale: la visita inizia dalla sala del Romanico, dove si trova una pregevole scultura del XII secolo, prosegue con quella del Trecento, del Rinascimento, dove sono due quadri di Antonio Badile provenienti dalla chiesa di Sant'Elena, quindi si prosegue con le sale del Trentossi, del Seicento, del Settecento, per giungere alla sala delle Grottesche, dove si trovano globi terrestri e celesti realizzati nel 1728 dal matematico Johann Gabriel Doppelmayer, infine si oltrepassano le sale delle Aquile e quella dell'Allegoria romanica per terminare la visita nei suggestivi ambienti sotterranei, risalenti al XV secolo, ove sono collocati i reperti archeologici.
Tra le altre opere esposte si ricordano alcune opere del XV e XVI secolo: due tavole di Francesco Benaglio, due Madonne col Bambino di Liberale, la grande pala Maffei di Michele da Verona, due tavole di Giovanni Caroto, una di Nicola Giolfino, alcune tavole di Jacopo da Montagnana, la Madonna col Bambino di Francesco Morone, una pala d'altare e cinque frammenti di affresco di Paolo Farinati. Tra le opere del XVII e XVIII secolo, invece, si citano le tele di Claudio Ridolfi, di Felice Cignaroli, di Agostino Ugolini, Alessandro Longhi e soprattutto il Ritratto di Scipione Maffei di Fra Galgario, forse il più interessante ritratto settecentesco conservato a Verona.